# Seiya Sunada
Seiya Sunada (japanisch 砂田 晟弥 Sunada Seiya; * 30. Oktober 2001) ist ein japanischer Leichtathlet, der sich auf den Hindernislauf spezialisiert hat. Auch sein Vater Takahiro Sunada war als Leichtathlet aktiv.

## Sportliche Laufbahn
Erste Erfahrungen bei internationalen Meisterschaften sammelte Seiya Sunada im Jahr 2023, als er bei den Asienmeisterschaften in Bangkok in 8:39,17 min auf Anhieb die Bronzemedaille über 3000 m Hindernis hinter seinem Landsmann Ryōma Aoki und Yaser Salem Bagharab aus Katar gewann. Anschließend schied er bei den Weltmeisterschaften in Budapest mit 8:38,59 min in der Vorrunde aus und im Oktober gewann er bei den Asienspielen in Hangzhou in 8:26,47 min die Bronzemedaille hinter dem Inder Avinash Sable und seinem Landsmann Aoki. 

## Persönliche Bestzeiten
- 3000 Meter Hindernis: 8:26,36 min, 2. Juni 2023 in Osaka